# Sikar (fisk)
Sikar (Coregonus) är ett släkte i familjen laxfiskar.
Kroppen hos dessa fiskar är hoptryckt och täckt av medelstora, tunna fjäll. Munöppningen är liten. Benen i överkäken är höga och korta och räcker inte bakom ögonens bakre kanter. Till skillnad från laxsläktet Salmon är tänderna rudimentära och sitter endast på tungan eller ibland på mellankäken, underkäken och gombenen. Stjärtfenan är djupt kluven och äggen är små. Yttre könsskillnader saknas eller är obetydliga.
Liksom laxarna parar sig sikarna i sötvatten, där de flesta arterna också stannar kvar. Några arter och populationer vandrar regelbundet till havet. Parningen sker om hösten.
Sikar lever i de nordliga och tempererade delarna av Europa, Asien och Amerika. Deras föda består av ryggradslösa djur, men ibland även av småfisk och rom. Av arten siklöja säljs den saltade rommen som kaviar under namnet löjrom.
Sikarna har välsmakande kött och är ekonomiskt värdefulla. I Sverige fiskas de framför allt i Norrland. Av sikarnas och siklöjans rom bereds en grovkornig kaviar.

## Historik
Under senaste istiden kom sikbeståndet att isoleras under avsevärd tid, och en rad former hann utvecklas. När isen drog sig tillbaka, möttes dessa åter och korsade sig delvis med varandra, så att mellanformer uppstod. Eftersom sikarna dessutom varierar starkt med miljön, är deras systematiska uppdelning besvärlig. Efter antalet gälräfsränder brukar man särskilja fem arter i Sverige: storsik med ca 20, älvsik 24-29, vanlig sik eller blåsik 31-35, planktonsik 37-40 och aspsik 50 eller fler.

## Arter (urval)
- siklöja
- sik